# スイフリー
スイフリーは、日本のテーブルトークRPG (TRPG) リプレイ作品、『ソード・ワールドRPG』リプレイ第3部に登場するプレイヤーキャラクターの名前。架空の人物。エルフ。連載開始時点で140歳。
プレイヤーは水野良であるといわれている。「スイフリー」という名前の由来を、「水野良」→「水/野良（のら）」→「水→スイ/野良→free」→「スイフリー」と、「水野良」の分解・英訳であると噂されたことがあるが、水野良自身はツイッターにおいて「誰かがうまいこと言っただけですからね」と、この説を否定している。

## 人物像

### パーティの軍師
人間社会を研究するために森から出てきたエルフであったが、冒険を重ねる過程において急速に人間社会に順応し、人間社会の制度や慣習を利用することに長けていった。その知性は、プリシスからロマールに招聘された軍師“指し手”ルキアルに並ぶと自称している。冒険の報酬として提示されたアイテムに対し、その金銭的な価値の高さに気付いて、機能を利用するより売却した方が良いと判断し、パーティにバブルを到来させたのも彼である。
冷酷無情な秀才型の策士ではなく、怒りや悲しみの感情に理性を曇らされたことや、自らの怒りから他者の心情を斟酌した振舞いを見せたこと、方便を用いた腹芸で問題の根本的解決を図ったことなども少なからずある。また、過激な発言が印象的であるが、実際の行動・選択においては慎重な行動を取ることが多い。
なお、スイフリーが強い怒りを覚えた相手は、「人間じゃないから」という亜人種差別な理由でスイフリー（およびパラサ）を抹殺しようとしたアーリア・クィロートと、ブラート近辺の村を壊滅させたワイトである。また、友人のマーマンの危機に自分から救援に行くことを表明したこともある。

### 言葉の魔術師
法律用語や正論を散りばめた会話でNPCの言い逃れを封じたり、危機の真っ只中にある人間に対して明確な報酬を要求するなど、彼の言動は邪悪な人間あるいはダークエルフを髣髴とさせ、「あの耳はつけ耳だ」「あの肌は白粉（おしろい）だ」などと揶揄される。
邪悪な発言に突っ込みが入った際、即座に一般論へ転嫁したことに対して、パラサから「言葉の魔術師」と称され、その渾名は定着した（なお「言葉の魔術師」という言い回し自体は古くから存在するものであり独創性のある言葉ではない）。
リプレイ中の数々の問題発言に対してGMがペナルティー的に導入したエピソードとして、呪いを被った結果、本来エルフは修得できない（ダークエルフは修得できる）暗黒司祭技能を一時取得するというものがある。しかし呪いが解けて暗黒魔法が使えなくなった後、「思ったほど使えないから、いらない」と言い放つなど、反省の色は微塵も無かった。
なお、小説ではスイフリーはダークエルフ扱いされることを激しく嫌っているが、リプレイではむしろエルフより魔法抵抗が高いことからダークエルフ、あるいは魔神になりたがっていた。「デーモン･アゲイン」では自らのエルフ族を「レッサー･エルフ」とまで表現している。
弁舌と知略を旨とするがゆえに、理屈の通じない子供や狂人を大の苦手とし、これに関する対処法だけはついに会得できなかった。泣いている子供にただ「泣き止むんだ」と言い放ち、仲間を呆然とさせたことがある。
また、同じ理由で法と正義を司る至高神ファリスの名を説教の際に口に出すのも苦手であり、動悸すら起きることから、仲間にそこだけ代わりに言わせたり「それ」と言い換えることで対処している。

### その他
彼のキャラクターの表現として、イラストに「信用手形を勘定したり貯金を埋蔵・隠匿する」「耳の先が黒くなっている」「高価な料理を他人のツケで大量に注文する」などの姿で描かれるというものがある。雑誌掲載時のリプレイ最終回では、ほぼ全てのスイフリーのイラストに部分的な黒い肌を表現するスクリーントーンが貼られ、その部分に「あっ！」の文字と矢印が描かれた。これはイラストを担当した中村博文のお遊びではあるが、ダークエルフ化の暗喩ともとれる表現である。
また、彼とクレア・バーンロードの関係は、ゲームマスター・読者ともに「ハーフエルフ誕生の過程の例示」として扱っていた。しかし、「デーモン・アゲイン」ではクレアの事を「変な女」呼ばわりしている。
リプレイ後半ではついに世俗的な領土欲に目覚め、「デーモン・アゲイン」に至ってエルフ千年王国の建設を言い出すに至るが、どれほど本気で言っているのかは定かでない。
ソード・ワールドRPGのリプレイ史上における最大ダメージは、彼の放った「バルキリー・ジャベリン」による55点である。
新ソード・ワールドRPGリプレイWaltzの開始後は、同じエルフであり対照的な性格のナジカと対比されることが多い。ナジカとは「人間観察（研究）日誌」という手記をつけていることも共通点としてネタにされている。

## 完全版に与えた影響
リプレイの戦闘面でも彼の策士振りは発揮され、パーティに貢献した。彼が使用した、ルールの隙間を突くような戦術は、後にルールの改変を生むきっかけともなっている。特にバブル到来以降に多用した「魔晶石を乱用した魔法拡大攻撃」が非常に強烈であったため、この点には大幅な変更がなされた。
以下に改訂されたルールの例を挙げる。
- 魔晶石に蓄えられた精神力と自分の精神力を同時に使用することができなくなった。
- 精霊魔法「インビジビリティ」「スリープ」に関するルール改変。
- 魔法の達成値拡大の制限。

ただし、スイフリーのようなプレイが特別珍しい訳ではなく、こう言うプレイヤーを指す「マンチキン」（正確には和製マンチキン、和マンチ）という言葉が既にある。